# Halieutopsis bathyoreos
Halieutopsis bathyoreos är en fiskart som beskrevs av Bradbury, 1988. Halieutopsis bathyoreos ingår i släktet Halieutopsis och familjen Ogcocephalidae. Inga underarter finns listade i Catalogue of Life.